# 体育场大街

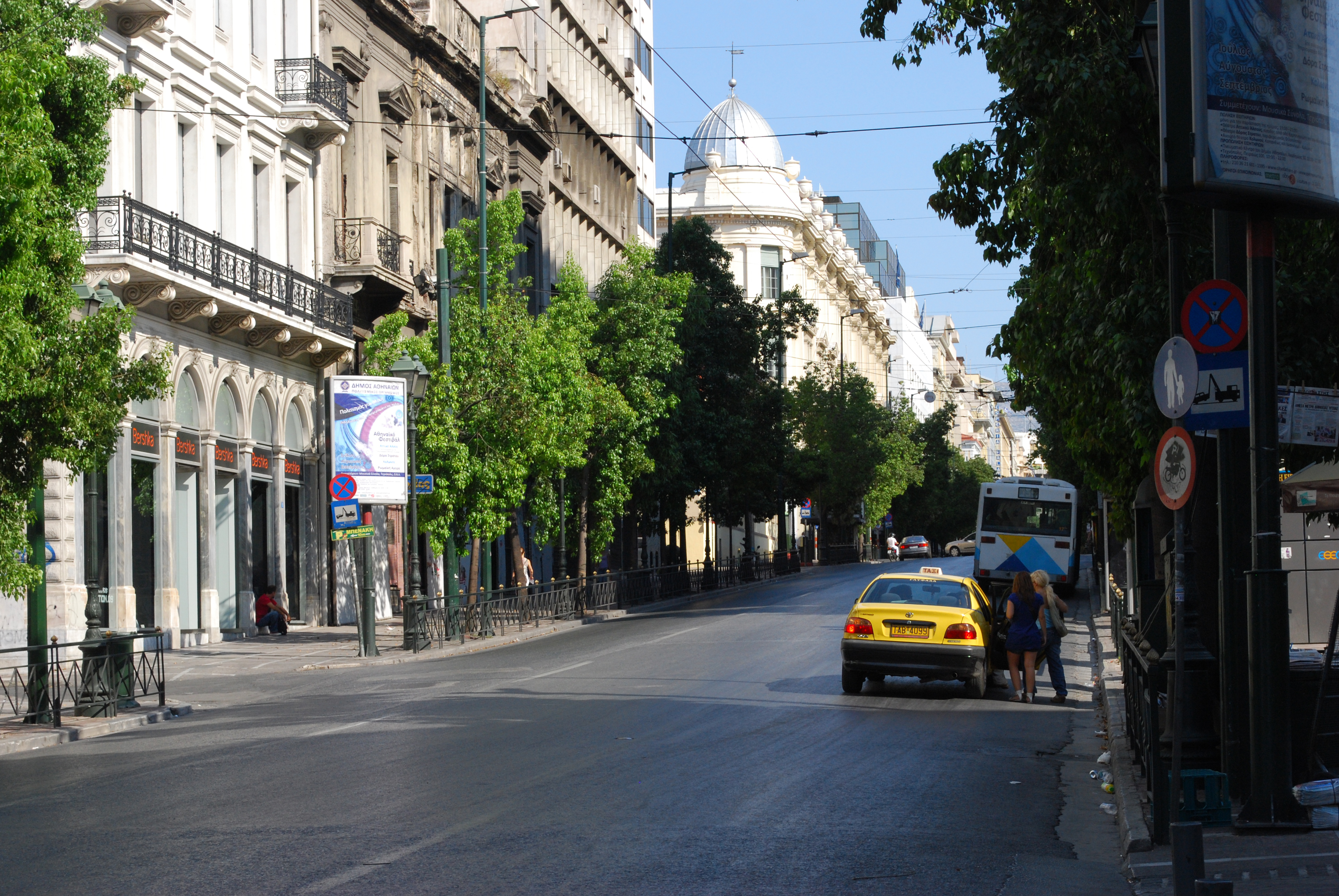
体育场大街

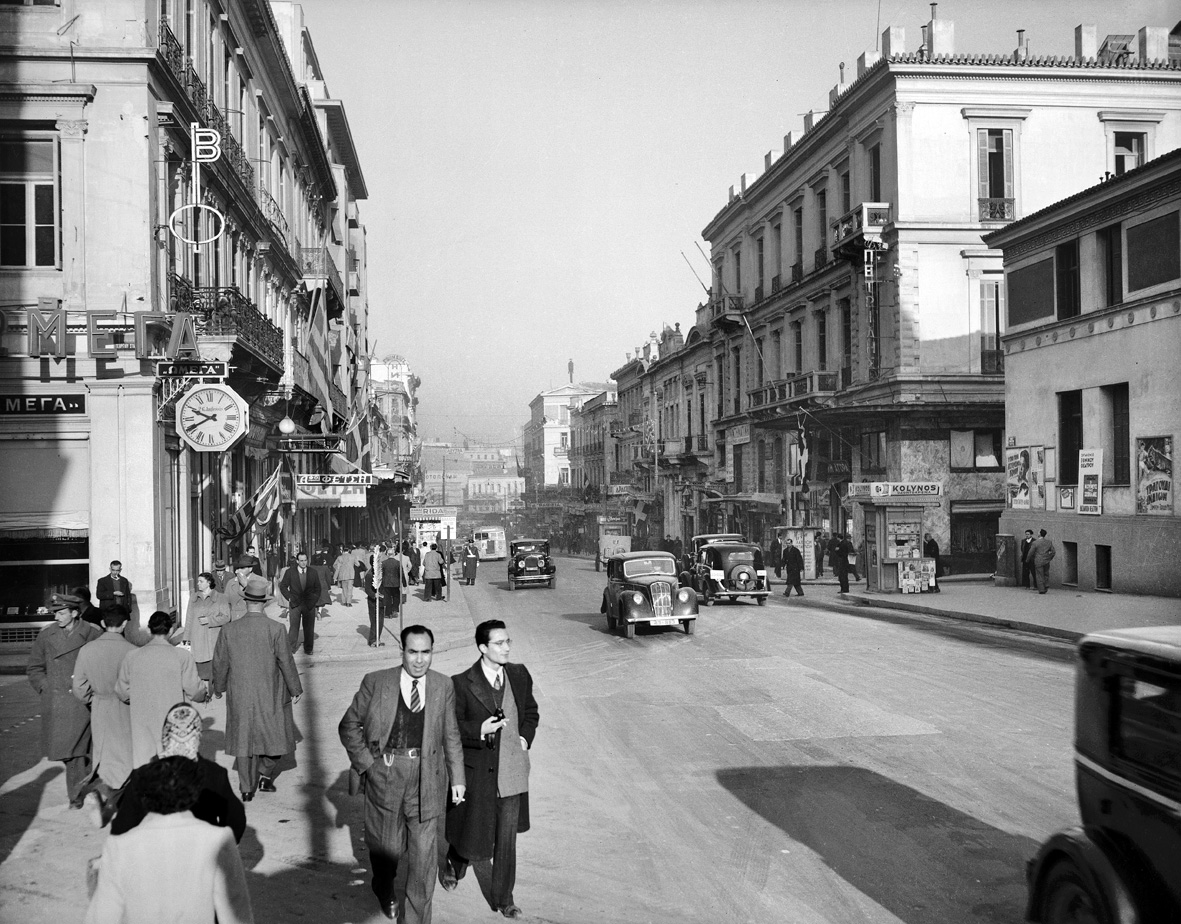
体育场大街旧影，1930年代晚期

体育场大街（希臘語：Οδός Σταδíου, Odós Stadíou），是希腊雅典市的一条交通干道，由宪法广场至协和广场，呈西北-东南走向，为单行道。体育场大街得名于泛雅典运动场。沿街的重要建筑有希腊国家历史博物馆（希腊老议会大厦）、希腊银行等。